# リチュアル・コーヒー・ロースターズ

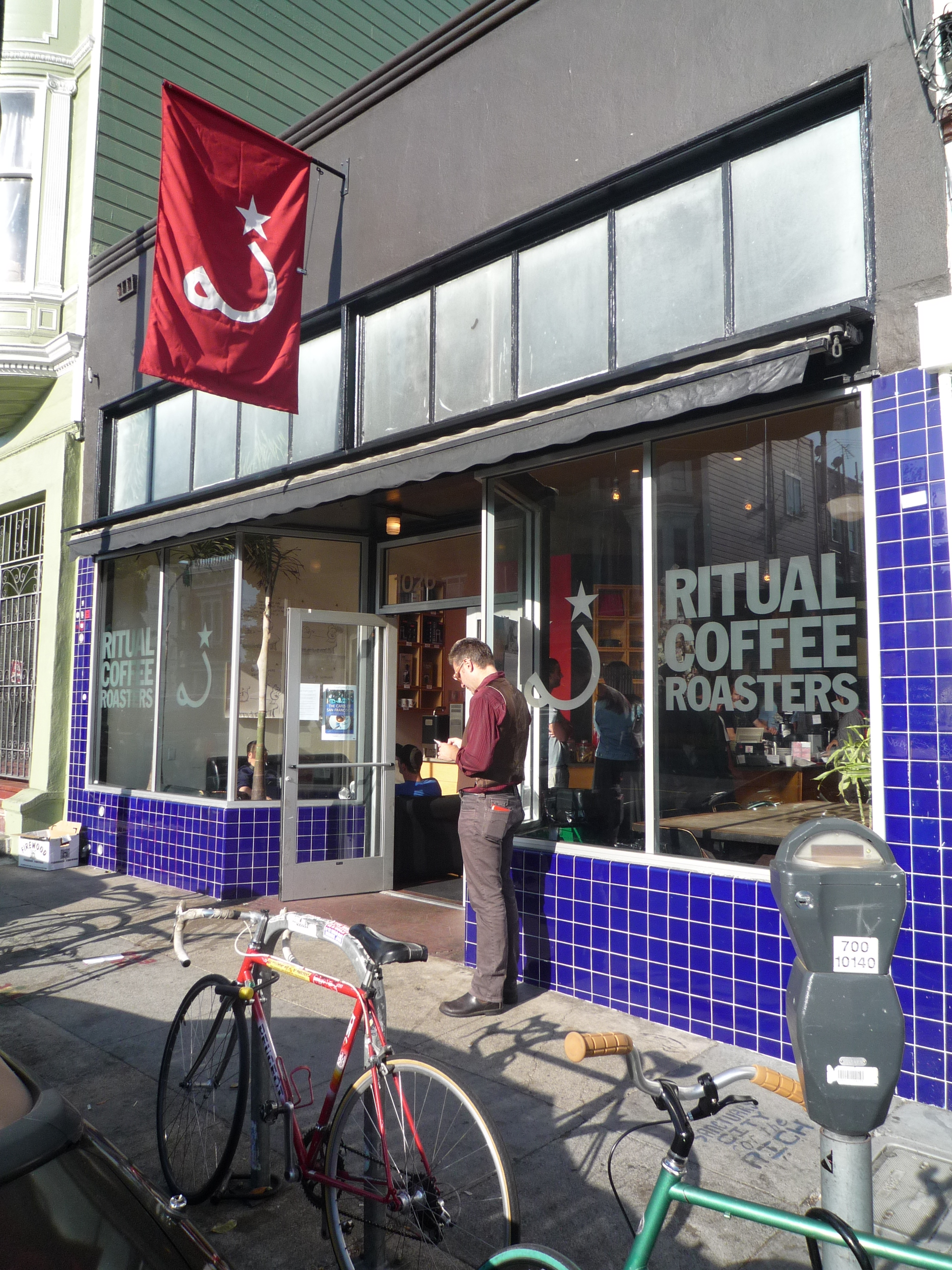
ミッション地区にあるリチュアルの店舗

リチュアル・コーヒー・ロースターズ（英語: Ritual Coffee Roasters）とはサンフランシスコにあるコーヒーショップチェーンでサンフランシスコとナパに4店舗出店している。2005年に創業した同社は自社でコーヒー豆焙煎、コーヒー販売、コーヒーショップ経営を行うサードウェーブコーヒーと見なされ、他のサードウェーブコーヒーにはブルーボトルコーヒー、フォーバレルコーヒーなどがある。サンフランシスコの店舗は人気のたまり場や技術系のビジネスマンのワーキングスペースとして知られている。